# Locais Sagrados e Rotas de Peregrinação nos Montes Kii
Os Locais Sagrados e Rotas de Peregrinação nos Montes Kii são um conjunto de locais sagrados - Yoshino e Omine, Kumano Sanzan, Koyasan - ligados pelas rotas de peregrinos às antigas capitais de Nara e Quioto.
Estes locais reflectem a difusão do xintoísmo, enraizado na antiga tradição da veneração da natureza no Japão, e do budismo, que foi introduzido na China e na Península Coreana. Os sítios (495.3 ha) e a paisagem florestal que os rodeia reflectem a persistente e extraordinariamente bem-documentada tradição das montanhas sagradas durante mais de 1.200 anos. A área, com as suas abundantes correntes, rios e cascatas, ainda é parte da viva cultura do Japão e é muito visitada para propósitos religiosos e para caminhadas, com mais de 15 milhões de habitantes por ano. Cada um dos sítios contem santuários, alguns dos quais foram  fundados no século IX.
Foi declarado Património Mundial em 2004.